# بدوئيل
بدوئيل (بالعبرية: פְּדוּאֵל‏) مستوطنة إسرائيلية دينية أقيمت عام 1984 على أراضي بلداتي كفر الديك ودير بلوط غرب محافظة سلفيت. تتبع إداريًا المجلس الإقليمي شمرون، وقد سيطرت على مساحة 106 دونمات حين بدأ تأسيسها، ولاحقاً وضع لها مخطط هيكلي لتتسع مساحتها إلى 614 دونماً، فهي تشهد توسعة مستمرة بين الحين والآخر؛ فيما بلغ عدد سكانها حتى عام 2016 حوالي 1,682 مستوطن.

## التسمية
أخذ اسمها المشتق والرمزي من الكتاب المقدس، من سفر أشعياء (30,10 و 51,11)، وهي تعني بالعبرية «فداه الله».[بحاجة لمصدر]، عام 2015، وضعت لافتات إرشادية مكتوب عليها «شرفة تل أبيب» أو شرفة الدولة، وذلك تزامناً مع تصريحات نتنياهو ومن قبله أرئيل شارون، باعتبار منطقة سلفيت بما تحويه من مستوطنات، شرفة لتل أبيب.

## التاريخ والموقع
تأسست في عام 1984 من قبل مجموعة من اليهود الإسرائيليين الأرثوذكس. أقيمت المستوطنة على تلة ارتفاعها حوالي 369 متراً عن سطح البحر، تشرف على وادي صريدة وبنايات تل أبيب الشاهقة التي تبعد عنها حوالي 25 كم، بين بلدتي كفر الديك ودير بلوط، في منطقة متصلة مع مستوطنات منطقة رام الله الغربية، ومع إصبع أرئيل الاستيطاني وخاصة مستوطنة إيلي زهاف القريبة منها، وهي تفصل محافظة سلفيت إلى شطرين شمالي وجنوبي، كما تقع قرب الخط الأخضر؛ ومن هنا اكتسبت أهمية إستراتيجية كبيرة بالنسبة للاحتلال.

## السكان
بلغ عدد سكانها عام 1998 حوالي 747 مستوطنًا، فيما بلغ عدد سكانها حتى نهاية عام 2012 حوالي 1315 مستوطنًا.، وكان عدد سكانها عام 2016 قرابة 1,682 مستوطناً.

## المؤسسات
هناك العديد من المؤسسات الموجودة في المستوطنة: حضانة، وثلاث روضات، ومدرسة ابتدائية، وكنيس، ومكتبة.[بحاجة لمصدر]

## الانتهاكات
تواصل المستوطنة ضخ مياه الصرف الصحي بكثافة كبيرة تجاه الوديان الفلسطينية في منطقة «باب المرج» غرب بلدة كفر الديك، وأيضاً تجريف الأراضي لأعمال توسعة المستوطنة بين الحين والآخر. ولعل أبرز الانتهاكات، محاولات ضم وطمس تاريخ دير قلعة الأثرية.